# Saint Vulgan
Saint Vulgan, ou Wulgan, est un évangélisateur et ermite anglais du VIIe siècle considéré comme saint par l'Église catholique. Il est fêté localement le 2 novembre,.
Saint Vulgan traverse la Manche pour évangéliser les régions de Boulogne et de Thérouanne. Il se fait ensuite ermite à l'abbaye Saint-Vaast. Ami de saint  Mauguille, il vécut auprès de lui avant sa mort pour le soigner. Il est enterré à Lens-en-Artois dont il devient le saint protecteur.
Des églises du Nord de la France lui sont dédiées, comme l'église Saint-Vulgan d'Estourmel, de l'archidiocèse de Cambrai.